# Guillaume d'Estouteville
Ne doit pas être confondu avec Guillaume d'Estouteville († 1414).
Guillaume d'Estouteville (prononciation : /de.tut.'vil/), né au début du XVe siècle dans le pays de Caux et mort le 24 décembre 1483 à Rome, est un homme d'Église français originaire de Normandie. Fait cardinal en 1439, il est aussi le trente-quatrième abbé du Mont Saint-Michel de 1444 à sa mort.
Légat apostolique, il est notamment chargé en 1451 d'organiser le procès visant à annuler la condamnation prononcée en 1431 contre Jeanne d'Arc par un tribunal ecclésiastique au service du roi d'Angleterre Henri VI et de son représentant en France Jean de Lancastre. L'annulation est prononcée en 1456, trois ans après la fin de la guerre de Cent Ans (1337-1453). En 1455, il est chargé d'organiser une croisade contre les Turcs ottomans, qui, en 1453, se sont emparés de Constantinople, capitale de l'Empire byzantin.

## Biographie

### Date et lieu de naissance
Il existe des désaccords en ce qui concerne sa naissance : selon certains, il nait en 1403, selon d'autres vers 1412[réf. nécessaire], à Valmont (à quelques kilomètres à l'est de Fécamp), ou à Estouteville-Écalles (à 20 km au nord-est de Rouen et 40 km à l'est de Fécamp). 

### Origines familiales et formation
Sa famille paternelle est l'une des plus puissantes de Normandie, richement possessionnée dans le pays de Caux autour du château de Valmont : il est le fils de Jean, seigneur d'Estouteville et de Valmont (1378-1435), chambellan du duc d'Orléans et grand bouteiller de France. 
Sa mère est Marguerite d'Harcourt, fille de Jean VI d'Harcourt, issue d'une autre très grande et ancienne famille de Normandie, existant déjà à l'époque des ducs.
Il a un frère aîné, Louis d'Estouteville (1400-1464), héritier des seigneuries familiales, sénéchal de Normandie et grand-bouteiller de France, qui s'illustre pendant la guerre de Cent Ans en empêchant pendant neuf ans (1425-1434) les Anglais de prendre le mont Saint-Michel. 
Il est le neveu par sa mère de l'archevêque de Rouen Louis d'Harcourt (1382-1422).
Il fait des études supérieures à l'université de Paris puis à celle d'Angers où il obtient une licence en décret[pas clair] avant 1435, puis un doctorat en droit canon.

### Début de carrière: du diaconat au cardinalat (1439)
Moine bénédictin du prieuré Saint-Martin-des-Champs, il en devient prieur, puis est nommé protonotaire apostolique en avril 1433. Il est prébendé[pas clair] et archidiacre à Lyon puis précepteur[pas clair] en 1440. En 1433, il est chanoine d'Angers et archidiacre d'Outre-Loire.
Guillaume d'Estouteville est élu évêque d'Angers le 20 février 1439, puis confirmé le 30 mars 1439, mais ne peut pas en prendre possession. 
En compensation de ce contretemps, il est nommé évêque du Couserans et de Digne, le 25 septembre 1439 et dont il prend possession le 8 novembre (Il abandonne formellement la fonction d'évêque d'Angers le 27 octobre 1447). 
Il est créé cardinal le 18 décembre 1439 avec le titre cardinalice de Saint-Sylvestre et Saint-Martin des Monts le 8 janvier 1440. 
Il est consacré comme cardinal le 10 janvier 1440 à Florence, probablement par le pape Eugène IV.

### Liste de ses fonctions et de ses bénéfices
Au cours de sa vie, il reçoit de nombreux postes et bénéfices : 
- administrateur du diocèse de Porto en 1459,
- administrateur du diocèse d'Ostie,
- évêque de Mirepoix en 1440[3],
- évêque de Nîmes le 17 mai 1441,
- évêque de Lodève en janvier 1450[4],
- évêque de Maurienne en 1453[5],
- abbé du Mont Saint-Michel (de 1444 à 1483),
- abbé de Saint-Gildas-des-Bois (1450-1462),
- abbé de Saint-Ouen de Rouen (1462-1483),
- abbé de Montebourg (1466-),
- abbé de Bonnecombe (1475-1483),
- prieur de Saint-Martin-des-Champs (1471-1483),
- prieur de Saint-Magloire de Léhon (1440-1483)[2].

Le 26 février 1453, l'élection du chapitre de la cathédrale de Rouen désigne deux candidats : Philippe de la Rose et Richard Olivier. Guillaume d'Estouteville, légat du pape en France depuis septembre 1451 obtient l'appui du roi Charles VII et est transféré à Rouen le 20 avril 1453. Il prend possession le 9 juillet 1453 par Louis d'Harcourt, archevêque de Narbonne, et fait son entrée solennelle le 28 juillet 1454. Il sera archevêque de Rouen jusqu'à sa mort en 1483. Dès 1455, il quitte définitivement Rouen pour Rome et nomme des vicaires qui administrent en son nom.

### Période du cardinalat

#### Canonisation de Bernardin de Sienne (1445)
Il fait partie des cardinaux chargés par Eugène IV en 1445, puis par Nicolas V le 17 juin 1447, de la canonisation de Bernardin de Sienne.

#### Révision du procès de Jeanne d'Arc (1451-1456)
Nommé légat apostolique en France le 27 août 1451, il est chargé de la réforme des écoles et du rétablissement de la paix entre l'Angleterre et le Saint-Siège. Il est délégué en 1452 par le pape Nicolas V (1447-1455) pour rouvrir le dossier relatif au procès de Jeanne d'Arc, condamnée à mort en 1431 à Rouen par un tribunal ecclésiastique au service du roi d'Angleterre Henri VI. Il rencontra au préalable, en février 1452, le roi de France Charles VII, alors en résidence à Tours. L'enquête officielle s'ouvrit le 2 mai 1452 à Rouen, avec le concours de Jean Bréhal, inquisiteur de France, prieur du couvent Saint-Jacques de Paris.
À la suite de cette enquête, Jean Bréhal rédige un Summarium, étudié par diverses autorités ecclésiastiques durant les deux années qui suivirent, et obtint du nouveau pape Calixte III (1455-1458) un rescrit ordonnant l'ouverture d'un nouveau procès, supervisé au nom du pape par trois commissaires : l'archevêque de Reims Jean Juvénal des Ursins, l'évêque de Paris Guillaume Chartier et l'évêque de Coutances Richard Olivier. 
Les audiences du procès en nullité de la condamnation de Jeanne d'Arc (dit « procès de réhabilitation », mais il s'agit plutôt d'une cassation) se tinrent pour l'essentiel à l'archevêché de Rouen, désormais dirigé par Guillaume d'Estouteville, à partir de novembre 1455, pour aboutir, le 7 juillet 1456, à la cassation du jugement de mai 1431.

#### Organisation de la guerre contre les Turcs ottomans (1455-1464)
En 1455, il est membre de la commission chargée de la formation de la flotte pontificale contre les Turcs ottomans, qui viennent de s'emparer de Constantinople (1453), mettant fin à l'Empire romain d'Orient (dit « Empire byzantin »). 
Après l'élection du pape Pie II en 1458, il l’accompagne au congrès de Mantoue le 22 janvier 1459. Il reçoit au nom du pape en 1461 la reine Charlotte de Chypre. Il accompagne à nouveau le pape à Ancône en juillet 1464. Il est chargé du rétablissement de l'ordre parmi les croisés. 
À la suite de la mort de Pie II et de l'élection de Paul II, il devient un des trois commissaires généraux de la croisade en novembre 1464.

#### Dernières années (1465-1483)
Il est nommé membre de la commission pour les affaires de la Bohême au début 1465. Il participe au conclave de 1471 qui élit Sixte IV et consacre le nouveau pape le 25 août 1471.
En 1472, il est doyen du Collège des cardinaux et en 1477, devient camerlingue.
Nommé légat en France le 12 octobre 1472, il décline et est remplacé par Francesco Maria Scelloni-Visconti, évêque de Viterbo. Le 10 juin 1476, il accompagne le pape Sixte IV à Foligno pour fuir la peste présente à Rome.
Au cours de son cardinalat, il aura participé aux conclaves de 1447 (élection du pape Nicolas V), 1458 (élection du pape Pie II), 1464 (élection du pape Paul II) et 1471 (élection du pape Sixte IV) et n'aura manqué que celui de 1455 qui voit Calixte III devenir pape.

### Mort et funérailles
Il meurt à Rome le 23 janvier 1483. 
Son corps reste à Rome, inhumé dans l'église Saint-Augustin. L'emplacement de sa tombe est aujourd'hui inconnu. Un buste de lui est mis en place au XVIIe siècle près de la porte de la sacristie.
Son cœur est ramené à Rouen et inhumé dans la nef de la cathédrale, dans le tombeau qu'il a fait élever à partir de 1474, formé d'une dalle de marbre noir surmontée d'un gisant en albâtre, détruit en 1562 par des calvinistes. 
L'inventaire de ses biens a relevé des centaines de bagues, une collection de 114 camées ou intailles, de l'argenterie, des manteaux et une bibliothèque de 269 volumes. Il aura été le cardinal le plus riche de son temps,.

### Descendance
Il a de Girolama Togli cinq enfants dont deux qu'il dote de domaines et châteaux.

## Son rôle comme mécène
Au cours de sa carrière, il engagera de nombreux travaux, notamment en Italie. Il aménage la place Navone sur un ancien cirque antique et reconstruit le palais Saint-Apollinaire dont il fait sa résidence. Il élève le palais archiépiscopal de Velletri, reconstruit les fortifications de Fracasti, construit de nouvelles églises pour Cori et Tolentino, et Saint-Augustin à Rome. Il relève des ruines Ostie et édifie la cathédrale d'Ostie. Il répare le toit des bas-côtés de la basilique Sainte-Marie-Majeure et embellit l'église Saint-Louis-des-Français de Rome.
En France, il restaure l'archevêché de Rouen où il élève une nouvelle aile. Il dépense 50 000 livres et réalise les cinq premières travées de la nef de l'abbatiale Saint-Ouen, les vitraux du transept et un jubé aujourd'hui disparu. Il relève la forteresse de Gaillon démantelée par les Anglais et réalise le chœur de l'abbatiale du Mont-Saint-Michel.

## Succession apostolique
Guillaume d'Estouteville a ordonné les évêques suivants :
- Évêque Miles d'Illiers (1459)
- Évêque Nicolas Boutaut (1461)
- Évêque Amauri d'Acigné (1462)
- Évêque Garsias de La Mothe (en) (1465)
- Cardinal Antonio Jacopo Venier (1465)
- Évêque Antonio Alamandi (1466)
- Évêque Branda Castiglioni (it) (1466)
- Pape Sixte IV (1471)

## Parentés royales

### Avec la maison de Valois (qui règne sur la France et la Bourgogne)
Descendants au 4e degré de Charles de Valois (1270-1325), Louis et Guillaume étaient tous deux relativement proches parents, à des degrés divers, de plusieurs protagonistes de la Guerre de Cent Ans, liés de près ou de loin à l'épopée de Jeanne d'Arc :
- Charles VII et son fils Louis XI, rois de France
- Philippe le Bon et son fils Charles le Téméraire, ducs de Bourgogne
- Jean II dit « le Beau Duc », duc d'Alençon
- Charles d'Orléans (1391-1465), duc d'Orléans, prisonnier des Anglais de 1415 à 1440, connu comme un grand poète français
- Jean d'Orléans, comte de Dunois, dit « le Bâtard d'Orléans », demi-frère de Charles, .

Voir l'article : Liens de parenté entre les Estouteville et les Valois.

### Avec la maison Plantagenêt (qui règne sur l'Angleterre)
Les Estouteville sont également apparentés à quatre autres descendants de Philippe le Bel, roi de France et frère aîné de Charles de Valois :
- Henri V (1387-1422), roi d'Angleterre (1413-1422),
- Henri VI, roi d'Angleterre, fils de Henri V et petit-fils de Charles VI,
- Jean de Lancastre, duc de Bedford (1389-1435), frère de Henri V, régent de France (1422-1435),
- Humphrey de Gloucester (1390-1447), frère de Henri V, régent d'Angleterre (1422-?),
- Henri Beaufort (1375-1447), oncle illégitime de Henri V, dit « le cardinal de Winchester », qui est présent lors du procès de Jeanne d'Arc, s'entretenant à plusieurs reprises avec elle.

- Liens de parenté entre les Estouteville et les Plantagenêt.

## Armoiries épiscopales
Ses armes étaient : Écartelé, aux 1 et 4: burelé de gueules et d'argent de dix pièces au lion de sable, armé, lampassé et couronné d'or, brochant sur le tout(Estouteville); au 2 et 3: de gueules à deux fasces d'or (Harcourt); sur le tout, d'azur, à trois fleurs de lis d'or, à la cotice de gueules, brochant sur le tout (Bourbon),.